# Emil Haussmann
Emil Haussmann, född 11 oktober 1910 i Ravensburg, Kungariket Württemberg, död 31 juli 1947 i Nürnberg, var en tysk SS-Sturmbannführer. Under andra världskriget var han medlem av Einsatzkommando 12 inom Einsatzgruppe D, som förövade massmord på judar i Ukraina.

## Biografi
Haussmann blev medlem av Nationalsocialistiska tyska arbetarpartiet (NSDAP) år 1930. Under Nazitysklands Polen-fälttåg i september 1939 ingick Haussmann i Einsatzgruppe VI som opererade i området kring staden Posen. I Polen hade Einsatzgruppen till uppgift att i Wehrmachts kölvatten mörda polsk intelligentia, judar och partisaner.
I gryningen den 22 juni 1941 inledde Nazityskland anfallet mot Sovjetunionen, Operation Barbarossa. Haussmann var då medlem av Einsatzkommando 12 inom Einsatzgruppe D och deltog i massmord på judar i södra Ukraina och på Krim.

### Rättegång
Haussmann åtalades vid Einsatzgruppenrättegången 1947–1948. Den 29 juli 1947 fick de 24 åtalade ta del av anklagelseakten, vilken bestod av tre punkter: 1) krigsförbrytelser, 2) brott mot mänskligheten och 3) medlemskap i en kriminell organisation. Två dagar senare begick Haussmann självmord genom att hänga sig i sin cell.